# Anisotome latifolia
Anisotome latifolia es una especie de planta perteneciente a la familia de las apiáceas.

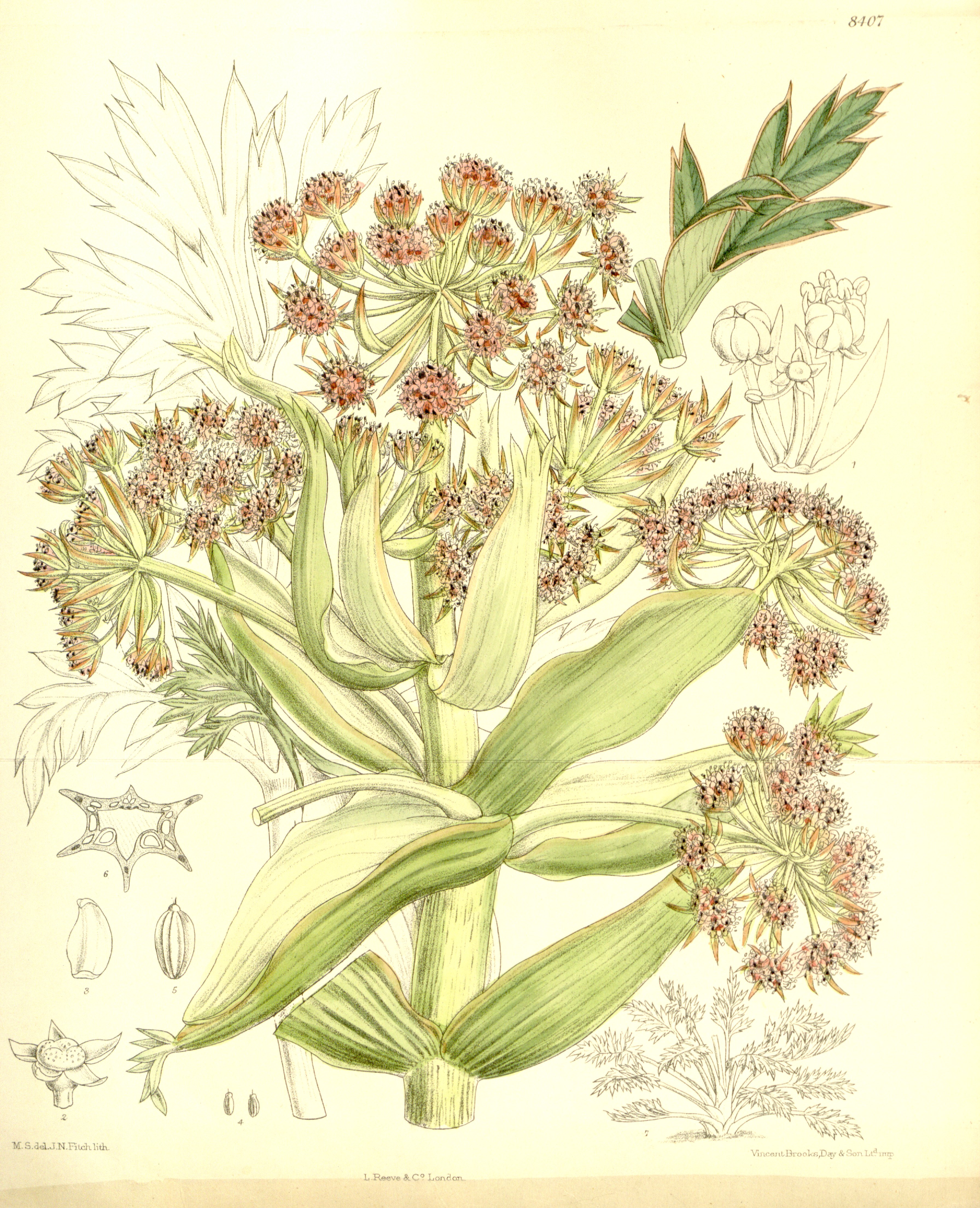
Lithograph in Curtis's Botanical Magazine by John Nugent Fitch, 1911

## Descripción
Anisotome latifolia es una planta herbácea perennifolia grande y robusta que crece hasta los 2 m de altura. En la base, las hojas son coriáceas y miden 300-600 mm de largo y 100-200 m de ancho, bi-pinnadas con 5-7 pares de hojas oscuras de color amarillo-verdoso. La inflorescencia crece hasta alcanzar los 2 m de altura, con un diámetro de 10-15 mm en el primer nodo. Las flores varían de casi blanco a un color rosa cremoso. La planta florece de octubre a febrero y fructifican de enero a marzo.

## Distribución y hábitat
La planta es endémica de Nueva Zelanda y las islas Auckland y Campbell, donde es un componente notable de la comunidad del tussok. Se encuentra desde la costa hasta las cumbres de la isla en lugares de turba y tierra entre las matas de otros tussoks, aunque más raramente en los bosques bajos. Es más abundante en altitudes más bajas y donde la vegetación no está sujeta al paso de los animales introducidos.

## Cultivo
La planta es fácil de crecer de la semilla fresca, sembrada en profundidad, en el suelo de turba, permanentemente húmedo, a pesar de que no tolera el calor.

## Taxonomía
Anisotome latifolia fue descrita por Joseph Dalton Hooker y publicado en Fl. Antarct. 16. 1844
Sinonimia
- Ligusticum latifolium (Hook.f.) Hook.f.
- Calosciadium latifolium (Hook.f.) Endl. ex Walp.
- Aciphylla latifolia (Hook.f.) Cockayne[3]